# Love (film 1920)
Love è un film muto del 1920 diretto da Wesley Ruggles e interpretato da Louise Glaum, Peggy Cartwright, James Kirkwood, Joseph Kilgour, Edith Yorke.

## Produzione
Il film fu prodotto dalla J. Parker Read Jr. Productions con il titolo di lavorazione The Woman Who Dared. Laura La Plante recitò nel film, ma le sue scene furono tagliate al montaggio.

## Distribuzione
Il copyright del film, richiesto da Parker Read, Jr., fu registrato il 24 novembre 1920 con il numero LP15836.
Distribuito dalla Associated Producers Inc., il film uscì nelle sale degli Stati Uniti il 5 dicembre 1920.
Nel 1921, nel Regno Unito, ne venne proibita la visione da parte del British Board of Film Censors.
Copia della pellicola si trova a Bois d'Arcy, negli Archives du Film du CNC.